# Shoichi Arai
Shoichi Arai (荒井 昌一 Arai Shōichi) (19 de diciembre de 1965-16 de mayo de 2002) fue un promotor japonés de lucha libre, propietario de Frontier Martial-Arts Wrestling desde 1995 hasta su cierre en 2002. Entró al circuito como anunciador de la compañía.

## Biografía
Arai se volvió el dueño de FMW luego de que Atsushi Onita le vendiera la compañía en abril de 1995. Desde un principio, Arai se dedicó a bajar la cantidad de death-matches para suavizar el tono de los combates, además de convertir a Hayabusa en la cara de la empresa. Cuando Onita retornó en 1996, hubo un problema interno ya que Onita quería ser nuevamente la cara de FMW, como lo era antes de retirarse.
Arai y el roster completo de FMW le hicieron saber a Onita que querían a Hayabusa como figura principal y que él debía irse de la empresa debido a las malas actitudes del mismo hacia otros luchadores.
FMW comenzó a enfocarse más en un estilo de lucha del tipo entretenimiento (al igual que lo hace la WWE), teniendo como booker a Kodo Fuyuki. Arai pensó que esa era la única manera en que FMW podría convertirse en una empresa más grande que New Japan Pro Wrestling y All Japan Pro Wrestling.
Esto no dio resultado y empeoró en octubre de 2001, cuando su estrella Hayabusa sufrió una lesión en su combate ante Mammoth Sasaki, al intentar un Asai Moonsault, uno de los pies de Hayabusa resbaló en las cuerdas, causando no sólo que el luchador no pudiese realizar correctamente la maniobra, sino que lo hizo aterrizar sobre su cabeza, sufriendo fractura de la cuarta y quinta vértebra, paralizándolo por completo. Arai, quien se desempeñaba esa noche como comentarista, se apresuró a ir hacia el ring para tratar de ayudar a su amigo malherido. Habiendo perdido a su estrella, el interés hacia la compañía decayó, dejando a la FMW en bancarrota el 15 de febrero de 2002. Arai debía $3 millones por la compañía, además de deberle $1 millón a la Yakuza (mafia), dinero que era incapaz de pagar.
Arai se escondería de la Yakuza, mientras que Kodo Fuyuki se encargaba de las últimas fechas estipuladas para la compañía antes de su cierre. Mientras se encontraba escondido de la mafia, había planeado escribir un libro acerca de sus experiencias en FMW, donde además criticaba a Atsushi Onita por ser un mujeriego durante su carrera, además de tener un gran ego, además de revelar algunos detalles de algunos exluchadores de FMW. Se pretendía que el libro hiciese la cantidad suficiente de dinero como para poder pagarle a la Yakuza. Durante ese tiempo, su esposa se divorció de él. En conversaciones mantenidas con Hayabusa, Arai le planteó el quitarse la vida, ya que su seguro de vida le pagaría a su exesposa y a su hijo el dinero suficiente como para ya no tener deudas ni tener que preocuparse por la mafia.

## Muerte
El 16 de mayo de 2002, un transeúnte que hacía jogging descubrió a Arai colgado con una corbata. Los paramédicos fueron convocados al lugar en el Parque Mizumoto e ingresaron a Arai en el hospital, donde fue declarado muerto a su llegada. Arai tenía 36 años cuando murió y su muerte fue declarada suicidio.
Se reveló que el suicidio de Arai fue perpetrado por el pago de un seguro de vida que no cubrió sus deudas, y que tendría que desviar los pagos a la Yakuza por alrededor de tres millones de dólares. La familia Arai continuó pagando su deuda con la Yakuza durante años, hasta que el padre de su exesposa pagó el saldo restante.